# James F. Byrnes
James Francis Byrnes (americká výslovnost /ˈbɜrnz/; 2. května 1882 – 9. dubna 1972) byl vlivný americký politik ze státu Jižní Karolína.

## Mládí
Jeho otec brzy zemřel a Byrnese vychovávala matka, švadlena irského původu. Školu opustil ve 14 letech a své znalosti práva později nabyl samostudiem. Roku 1906 se jeho ženou stala Maude Perkinsová Buschová a Byrnes přestoupil od katolictví k episkopální církvi.

## Politická kariéra
Svou činnost začal roku 1903 jako právník a roku 1910 byl zvolen za Demokraty do Kongresu. Tím zahájil dlouhou a úspěšnou politickou kariéru, během níž prošel všemi třemi oblastmi americké federální politiky – zákonodárstvím, exekutivou i soudnictvím – i vedením spolkového státu Unie. Byl členem Sněmovny reprezentantů v letech 1911–1925, senátorem 1931–1941, soudcem Nejvyššího soudu 1941–1942, ministrem zahraničí USA 1945–1947 a 104. guvernérem Jižní Karolíny v letech 1951 až 1955, kdy se stáhl z aktivního politického života. Byl důvěrníkem prezidenta Franklina D. Roosevelta a jedním z nejvlivnějších amerických politiků poloviny 40. let.